# Pre-Air
Un Pre-Air (ou Preair) est une version d'un épisode d'une série télévisée qui est rendue disponible avant sa diffusion sur les chaînes de télévision américaines, et ce bien avant le commencement de la saison de ladite série.

## Concept
Les pre-air sont prévus par les majors ou networks américains pour la presse journalistique et à des fins publicitaires. Ces versions sont non définitives (défauts, absence de générique, effets spéciaux pas totalement fini...)
Les pre-air touchent essentiellement les épisodes pilot, season premiere et season finale de séries télévisées.

## Exemples
En juin 2008, le pilot pre-air de la nouvelle série de J. J. Abrams, Fringe (1#01), est visualisable sur internet trois mois avant sa date de diffusion américaine.
La même année, le season premiere (3#01) de la saison 3 de Dexter, ainsi que le season premiere (5#01) et season finale (5#19 & 5#20) de la saison 5 de Stargate Atlantis sont consultables sur internet un mois avant leur diffusion américaine.
En 2009, le season premiere (4#01) de la saison 4 de Dexter est disponible à la suite d'une erreur de Showtime, qui l'a rendu disponible en streaming sur son site, et ce pratiquement un mois avant sa diffusion aux États-Unis. De ce fait, cet épisode ne peut être considéré comme un pre-air.
En 2010, le season premiere (6#01) de la saison 6 de Weeds est disponible sur internet dès le premier août, c'est-à-dire 15 jours avant la diffusion officielle aux États-Unis.
En 2010, le pilote (1#01) de la série The Walking Dead est disponible sur internet dès le 21 octobre, c'est-à-dire une semaine avant la diffusion officielle aux États-Unis.
En 2013, le season premiere de la saison 3 (3#01) de Homeland est disponible depuis le 4 septembre, soit 3 semaines avant la diffusion officielle aux États-Unis (30 septembre 2013).